# Torallola
Torallola és un poble del terme municipal de Conca de Dalt, a la comarca del Pallars Jussà.

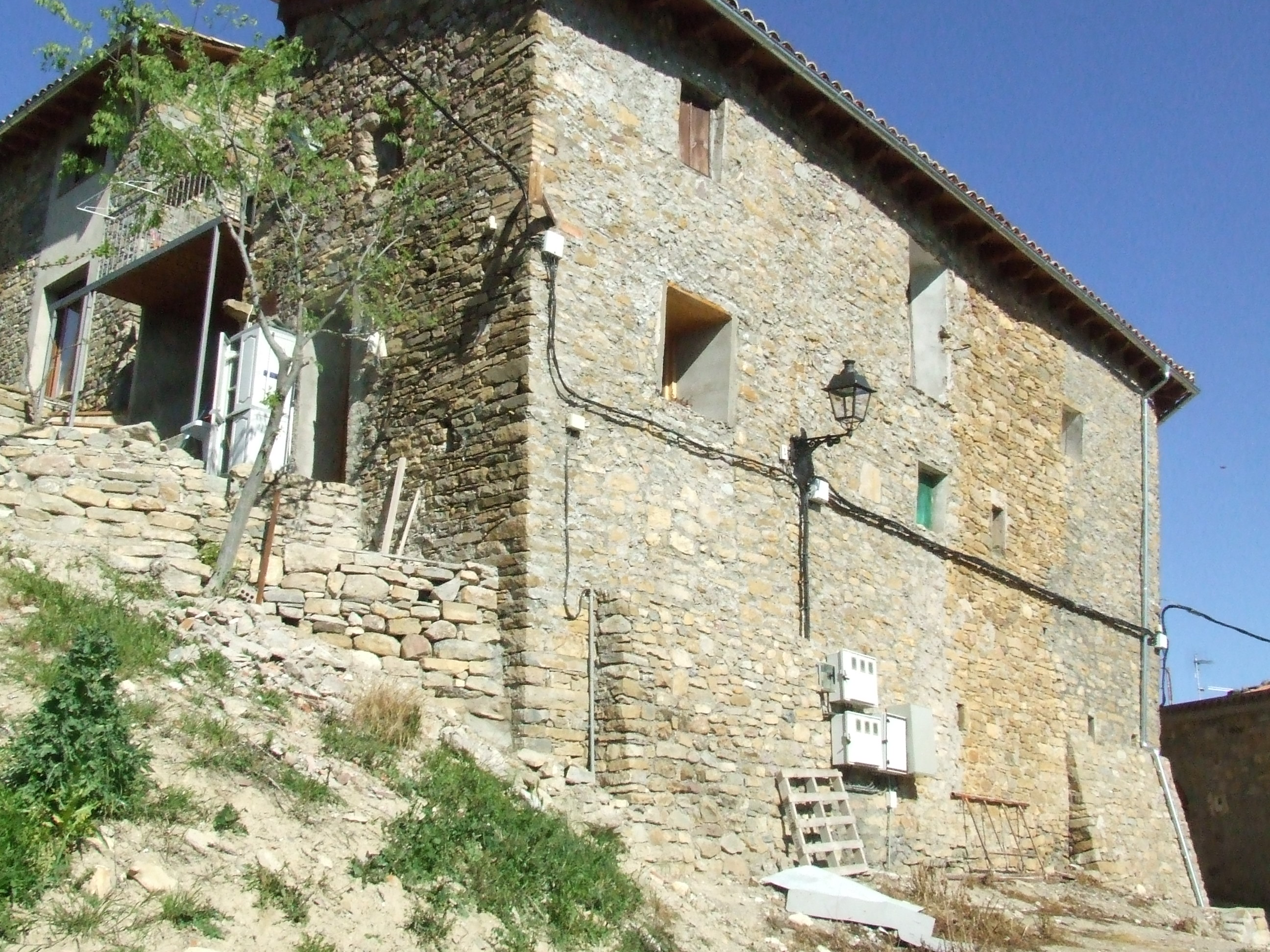
Casalot que devia formar part del clos medieval de Torallola

 Formava el municipi de Toralla i Serradell, juntament amb els pobles d'Erinyà, Rivert, Serradell i Toralla, fins a la creació de Pallars Jussà, el 1969, municipi al qual es va adscriure, i que el 1994 hagué de canviar el seu nom per l'actual de Conca de Dalt.
L'accés al poble és des de Sant Joan de Vinyafrescal, d'on arrenca cap a ponent una carretera local que en uns 4 quilòmetres mena al poble de Torallola, enlairat en un turó des d'on hi ha una vista magnífica sobre els entorns, especialment l'embassament de Sant Antoni.
Com Rivert, Torallola és dels pobles que havien arribat al quasi total despoblament, però que en els darrers anys han experimentat una certa recuperació. El 1970 tenia 14 habitants, que havien baixat a 4, d'una sola família, el 1981. El 2005 tenia 16 habitants.

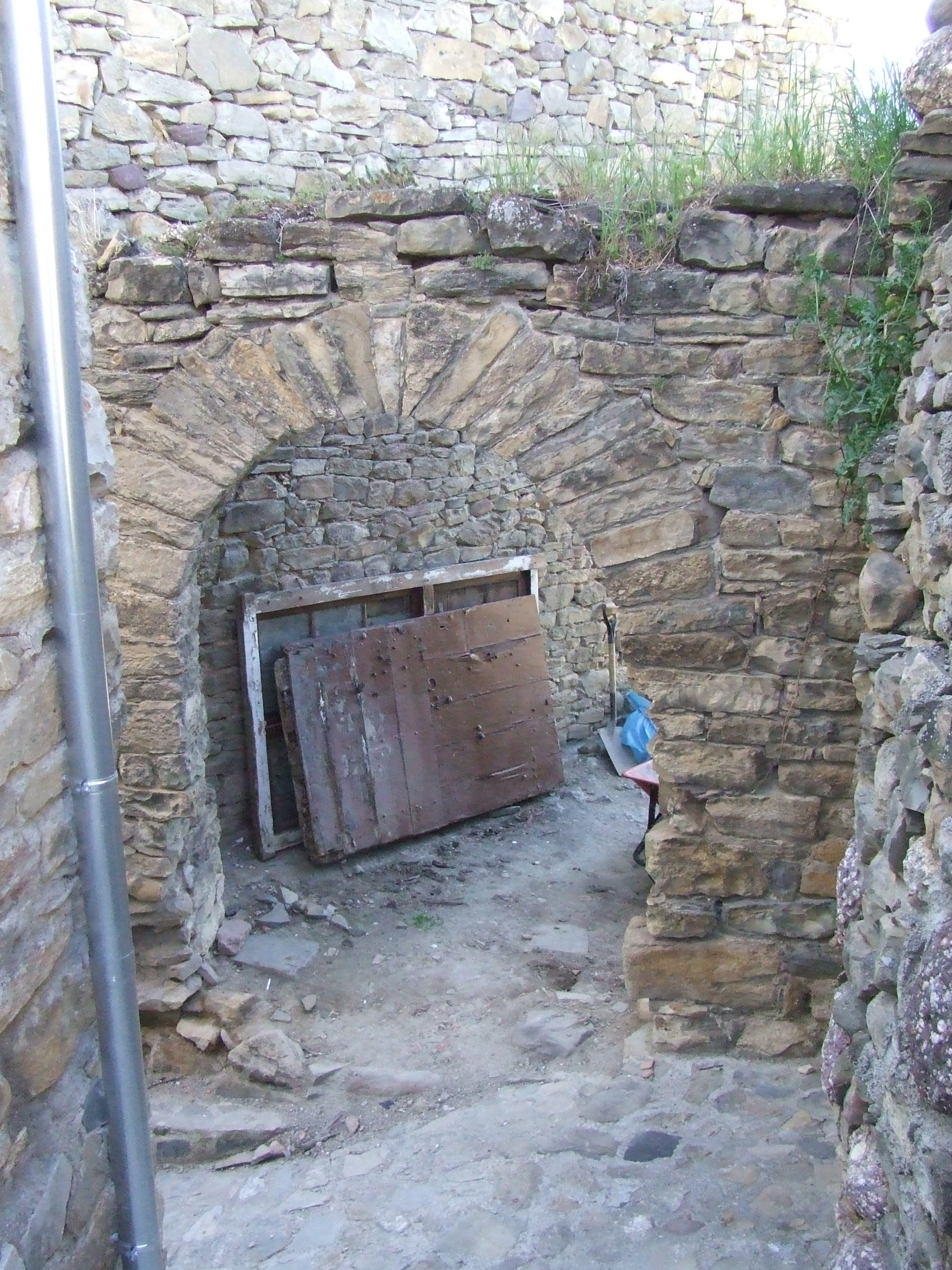
Antic portal del poble

Tot i que alguns indicis permeten deduir una antiguitat força notable, la major part de cases han estat modernitzades, així com els carrers, i han anat desapareixent els elements de l'antigor. Cal destacar, entre les mostres del Torallola antic, algun casal, que devia formar el clos del poble, les restes d'un portal, les ruïnes de l'església romànica i algun portal de casa de notable antiguitat.
L'església de Torallola, dedicada a sant Martí, era sufragània de Santa Maria de Toralla. L'església actual, en ús i regida des de la Pobla de Segur és a l'edifici que hostatjava l'escola del poble. El temple antic, Sant Martí de Torallola, en ruïnes, és una construcció romànica. A més, la rectoria immediata a l'església antiga, tenia una altra capella, també dedicada a sant Martí.
A 1,2 quilòmetres en línia recta al sud-oest de Torallola hi ha l'ermita romànica de Santa Cecília de Torallola, al costat meridional mateix de la carretera que mena a Torallola des de Sant Joan de Vinyafrescal.
En el Diccionario geográfico... de Pascual Madoz, del 1845, es descriu Torallola (ó Torrallola, s'hi pot llegir), com un poble situat en una muntanya molt ventilada i de clima sa. El poble tenia 12 cases, a més de la masia de Solà i la capella de santa Cecília, a poc més d'un quart d'hora del poble. El terreny és en part muntanyós, i en part pla. El primer és fluix per als conreus, i el segon, argilós i sec. Hi ha tres jornals de terres de regadiu, i es cull llenya de procedència arbustiva. S'hi feia blat, vi, oli, llegums, patates i fruita, principalment cireres. Hi havia ovelles i cabres, de bestiar. D'indústria, un molí d'oli. Formaven la població 7 veïns (caps de família) i 33 ànimes (habitants).

## Etimologia
Joan Coromines estableix que Toralla ve del llatí Tauralia, amb el significat de corrals de vacum. Torallola és un diminutiu de Toralla.

## Història
Havia pertangut a la Varvassoria de Toralla. En el Fogatge del 1553 hi consten 3 focs (uns 15 habitants).
Entre 1812 i 1847, Torallola tingué ajuntament propi. Havia estat creat a partir del desplegament de les disposicions emanades de la Constitució de Cadis, i fou suprimit a ran de les noves lleis municipals promulgades a mitjan segle xix, que no permeteren el manteniment dels ajuntaments en poblacions de menys de 30 veïns (entenent com a veí els caps de família). El 1847 ja apareix agrupat amb els pobles esmentats més amunt dins del municipi de Serradell.